# Eugène Godbout
 (novembre 2016).
Pour les articles homonymes, voir Godbout.
Eugène Godbout (Saint-Éloi, Québec, 31 janvier 1857 - Saint-Éloi, Québec, 26 mars 1943) est un homme politique québécois. Il a été le député de la circonscription de Témiscouata pour le Parti libéral de 1921 à 1923.
Il était le père d'Adélard Godbout, 15e premier ministre du Québec.